# Байсеркенов, Маман
Маман Байсеркенов (13 февраля 1937, аул Екпенды, Алакольский район, Алматинская область — 24 октября 2017, Алма-Ата) — казахстанский театральный режиссёр, Заслуженный деятель искусств Казахской ССР (1970), Народный артист Казахстана (1998), профессор (1994).

## Биография
Окончил Алматинскую консерваторию (1964). В 1964—1970 годах режиссёр Атырауского, Кызылординского областных драматических театров, в 1972—1976 годах главный режиссёр Жамбылского областного казахского драматического театра, в 1976—1981 годах главный режиссёр Казахского ТЮЗа, в 1981—1983 годах режиссёр Республиканского корейского музыкального театра. С 1983 года преподавал в Алматинском институте театра и кино.
Спектакли «Оптимистическая трагедия» В. В. Вишневского (премия Ленинского комсомола Казахской ССР, 1968), «Передышка» А. П. Штейна, «Попрошайка, которого бес попутал» Яна Соловича, «Ты — моя песня» С. Шаймерденова, «Солдат из Казахстана» Г. Мусрепова, «Гамлет» У. Шекспира и др. завоевали любовь зрителей. Впервые в истории театр, искусства Байсеркенов разделил спектакль на два показа («Тихий Дон» М. А. Шолохова в переводе Т. Алимкулова на сцене Жамбылского областного драматического театра). Байсеркенов — автор сборника переведённых пьес «Попрошайка, которого бес попутал», книг «Рукопись и постановка», «Сцена и актёр».

## Награды
- 1970 — Заслуженный деятель искусств Казахской ССР
- 1998 — Народный артист Казахстана
- 2007 — Орден «Курмет»[1]